# Bent Andersen
Bent Hindrup Andersen (ur. 8 lipca 1943 w Hellerup) – duński architekt, polityk, eurodeputowany (2003–2004).

## Życiorys
Absolwent szkoły architektury w Kopenhadze. Pracował m.in. jako nauczyciel zawodu. Był maoistą i członkiem Komunistycznej Partii Robotniczej. Od 1994 do 1998 pełnił funkcję deputowanego do Folketingetu.
W wyborach w 1999 kandydował do Parlamentu Europejskiego z listy Ruchu Czerwcowego. Mandat posła V kadencji objął w marcu 2003. Był członkiem Grupy na rzecz Europy Demokracji i Różnorodności w V kadencji, pracował m.in. w Komisji Ochrony Środowiska, Zdrowia i Ochrony Konsumentów. W PE zasiadał do lipca 2004.